# Родріго Саласар
Родріго Саласар Мартінес (ісп. Rodrigo Zalazar Martínez, нар. 12 серпня 1999, Альбасете, Іспанія) — уругвайський футболіст, півзахисник португальського клубу «Брага» та національної збірної Уругваю.

## Ігрова кар'єра

### Клубна
Родріго Саласар народився в іспанському місті Альбасете і займатися футболом почав в місцевому клубі «Альбасете». Далі він перейшов до академії клубу «Малага», де згодом був підвишений до другого складу «Малаги» але так і не зіграв жодного матчу в Сегунді В.
В липні 2019 рок Саласар підписав чотирирічний контракт з німецьким клубом «Айнтрахт». Але не маючи можливостей потрапити до основи команди, був одразу направлений в оренду. Наступний сезон футболіст провів у польському клубі «Корона». 20 липня 2019 року Саласар дебютував на професійному рівні, коли вийшов на заміну в матчі чемпіонату Польщі проти «Ракува». Паралельно Саласар провів десять матчів за дублюючий склад «Корони» в Лізі ІІІ.
Сезон 2020/21 Саласар провів в оренді в клубі німецької Другої Бундесліги «Санкт-Паулі», де він забив перші голи на професійному рівні.
В серпні 2021 року саласар перейшов до іншого клубу Другої Бундесліги - «Шальке 04». А в березні 2022 року скористався опцією орендного договору і підписав з клубом повноцінний контракт до 2026 року. В тому сезоні «Шальке» виграв турнір Другої Бундесліги і 7 серпня 2022 року у матчі проти «Кельна» Саласар провів свою першу гру в елітному німецькому дивізіоні. «Шальке» одразу вибув з Бундемліги, а сам Родріго Саласар перейшов до португальської «Браги». В складі цього клубу Саласар дебютував у матчах єврокубків.

### Збірна
Родріго Саласар народився в Іспанії в родині уругвайських переселенців. Старший брат Родріго обрав збірну Іспанії. Родріго у 2019 році брав участь у молодіжному чемпіонаті Південної Амерки, де команда Уругваю почіла третє місце.
14 червня 2023 року у товариському матчі проти Нікарагуа Родіріго Саласар дебютував в національній збірній Уругваю і в дебютному матчі відзначився двома забитими голами.

## Титули
Шальке 04
- Переможець Другої Бундесліги: 2021/22[11]

Брага
 Переможець Кубка ліги: 2023/24
Індивідуальні
- Прімейра - ліга: кращий півзахисник місяця: січень 2024[13]